# Alicia Tomás
Alicia Tomás Jiménez (Barcelona, 17 de octubre de 1940–31 de enero de 2021) fue una actriz, cantante, vedette y torera española.

## Trayectoria
Cursó estudios de música, danza y ballet clásico. Su carrera empezó antes de los 18 años en los teatros del Paral·lel de Barcelona donde se convirtió en una de las vedets más populares de salas como El Molino o el Teatro Arnau. 
Sin abandonar nunca los escenarios, actuó también en una veintena de películas, entre ellas Los cuervos (1961), Bahía de Palma (1962), Carta a una mujer (1963), Objetivo Bi-ki-ni (1968), El señorito y las seductoras (1969), Las crueles (1969) o La casa de las muertas vivientes (1972).
A mediados de los años 60 también grabó un disco en lengua catalana para la discográfica Edigsa en 1965, entre las que había una canción inédita, “Aquesta nit”, con letra de Jaume Picas y música de Antoni Ros-Marbà. Las otras tres piezas eran tres versiones, entre las que destacaba “Ciao ciao”, la adaptación que Ramon Folch i Camarasa hizo del “Downtown” popularizado por Petula Clark. También grabó un elepé en castellano en 1973 con temas de música popular.
Aficionada a las corridas de toros por su padre, tuvo una fugaz carrera –de dos años de duración– como torera a finales del franquismo, cuando el régimen permitió a las mujeres dedicarse a ello, debutando en Torreperogil, el 9 de septiembre de 1974, un mes antes de recibir su primera cornada en Guadalajara. Llegó a formar una agrupación femenina con Rosarito de Colombia, La Algabeña, Mari Fortes, entre otras.
Cuando se publicó una foto suya desnuda en la revista Interviú decidió abandonar el toreo y volver al mundo del espectáculo, tanto a teatro, cine y televisión. En ese período participó en series de televisión como Doctor Caparrós o Tot un senyor. Sus últimos trabajos fueron en el doblaje. Casada desde 2010 con su pareja, Pilar Martín, falleció el 31 de enero de 2021 a causa de una enfermedad coronaria.

## Discografía[7]
- 1965: EP en catalán (Edigsa): Qui sap si pot ser (Qui sap si pot ser - Ciao, ciao - Aquesta nit - Digueu als amics, digueu als companys)
- 1973: LP en castellano (Belter): LP Alicia Tomás: De carne y hueso - No lo llames - Con locura - Un amor especial - El tiempo que te quede libre - Compañeros de mis horas - Amor a todas horas - ¿Sabes de qué tengo ganas? - Odiame - La hiedra - Lo mismo que usted - La enorme distancia